# Schéma de procédé
Un schéma de procédé (process flow diagram ou PFD en anglais) est un diagramme utilisé en ingénierie (génie chimique, systèmes de transport, etc.) pour décrire les flux de matières et les équipements principaux d'un procédé. Seuls les équipements en contact direct avec les produits chimiques ainsi que les moyens de transport de ceux-ci (pompes, tuyaux, etc.) sont représentés.

## Composants
En principe, on trouve les éléments suivants sur un schéma de procédé :
- les équipements principaux ;
- la dénomination des équipements ;
- les flux entrant et sortant avec leur débits et dénominations ;
- les caractéristiques opératoires.

On peut ajouter également les informations suivantes :
- la dénomination et débit des flux internes ;
- les vannes essentielles ;
- les positions et les types de mesure pour le contrôle directement lié au procédé ;
- les informations particulières sur les conditions opératoires ;
- les caractéristiques des équipements ;
- la hauteur des étages et la position verticale relative des équipements.

Des informations supplémentaires classeraient ce type de schéma dans la classe des schémas de tuyauterie et instrumentation  (Piping and instrumentation diagram en anglais, P&ID).

## Symboles utilisés
Les équipements sont représentés par des symboles standardisés par la famille des normes ISO 14617 pour les symboles généraux et la famille des normes ISO 10628 pour les symboles spécifiques aux schémas de procédé pour l'industrie chimique et pétrochimique. 
| Réacteur             | Réacteur                | Citerne, tank pressurisé  | Citerne pressurisée                 | Colonne     | Colonne     |
| Pompe                | Pompe (symbole général) | Compresseur, pompe à vide | Compresseur, Pompe à vide (général) | Ventilateur | Ventilateur |
| Four, incinérateur   | Four, Incinérateur      | Tour de refroidissement   | Tour de refroidissement             | Tuyau       | Tuyau       |
| Échangeur de chaleur | Échangeur de chaleur    | Échangeur de chaleur      | Échangeur de chaleur                |             |             |